# Nezumia pudens
Nezumia pudens är en fiskart som beskrevs av Gilbert och Thompson, 1916. Nezumia pudens ingår i släktet Nezumia och familjen skolästfiskar. Inga underarter finns listade i Catalogue of Life.